# Zehnrappenstück
| Zehnrappenstück | Zehnrappenstück         |
| --------------- | ----------------------- |
| Zehnrappenstück |                         |
| Daten           |                         |
| Legierung:      | 75 % Kupfer 25 % Nickel |
| Gewicht:        | 3,00 g                  |
| Durchmesser:    | 19,15 mm                |
| Dicke:          | 1,45 mm                 |
| Randprägung:    | glatt                   |

Das Zehnrappenstück (auch Zehnräppler; im Dialekt Zähni, Zähner(li), Zehner(li); veraltet auch Batzen) gehört zur Schweizer Währung und hat den Wert eines Zehntel Frankens = 10 Rappen.
Die Münze wurde erstmals 1850 geprägt und zwar aus Billon mit einem Silberanteil von zehn Prozent. Seit 1879 wird sie mit dem heutigen Aussehen und mit der heutigen Legierung (Kupfernickel) geprägt. Weltweit weist keine andere der heutigen Kursmünzen ein auch nur annähernd ähnliches Alter auf, weshalb die Münze 2021 ins Guinness-Buch der Rekorde aufgenommen wurde. Zwischenzeitlich gab es allerdings auch Zehnrappenstücke aus Messing (1918–1919) und Reinnickel (1932–1939). Die Stücke aus Reinnickel wurden 2004 ausser Kurs gesetzt, da sie von vielen Münzautomaten nicht akzeptiert werden.
Das Motiv auf der Vorderseite zeigt den Münzwert (ohne Währungseinheit) umrahmt von einem Kranz aus Eichenlaub, welches von dem königlich württembergischen Hofmedailleur Karl Schwenzer gestaltet wurde. Die Rückseite wurde von Carl Friedrich Voigt gestaltet und zeigt einen Libertas-Kopf (oft als Helvetia missinterpretiert).

10-Rappen-Stück
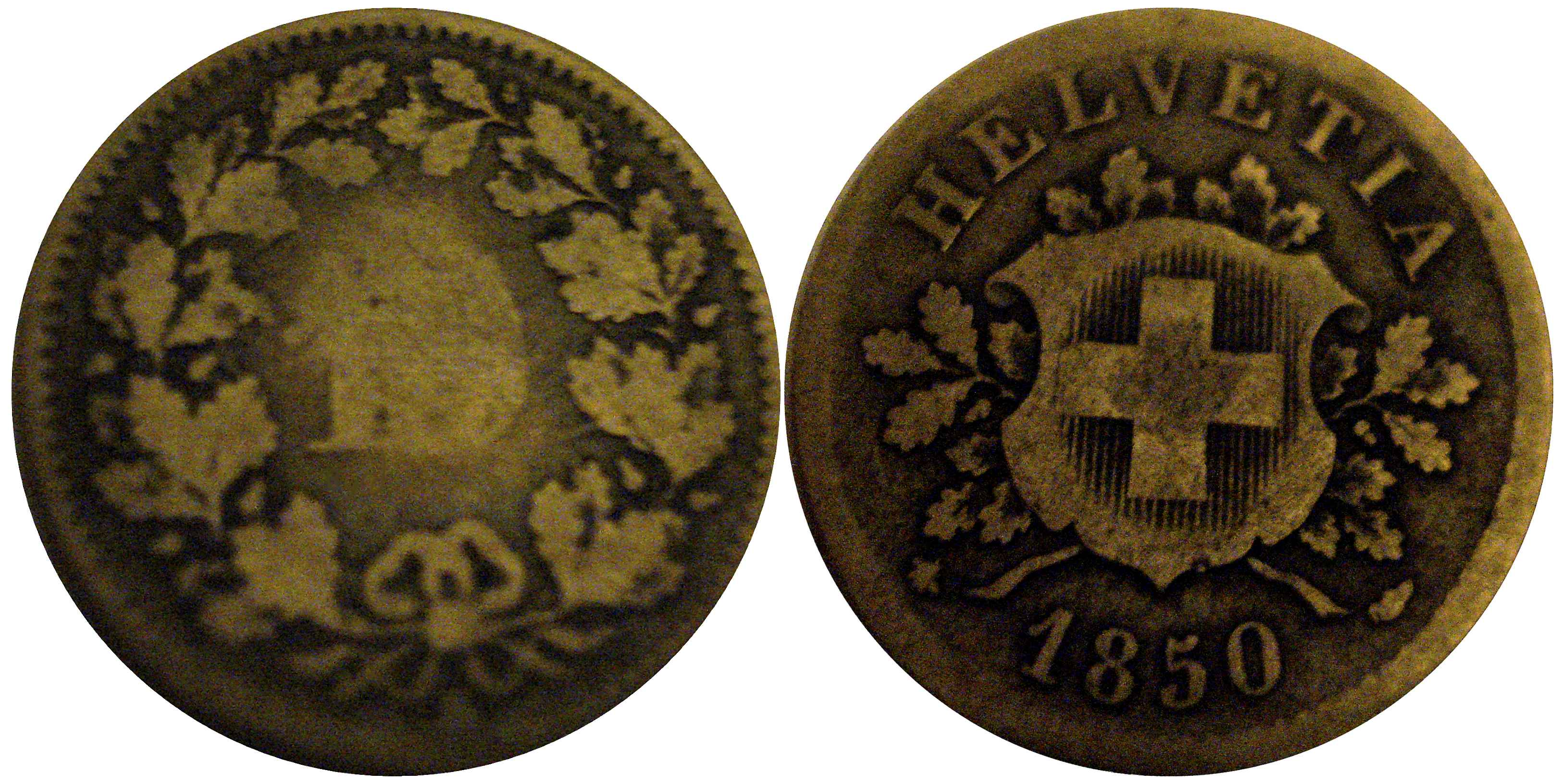
Von 1850 aus Billon
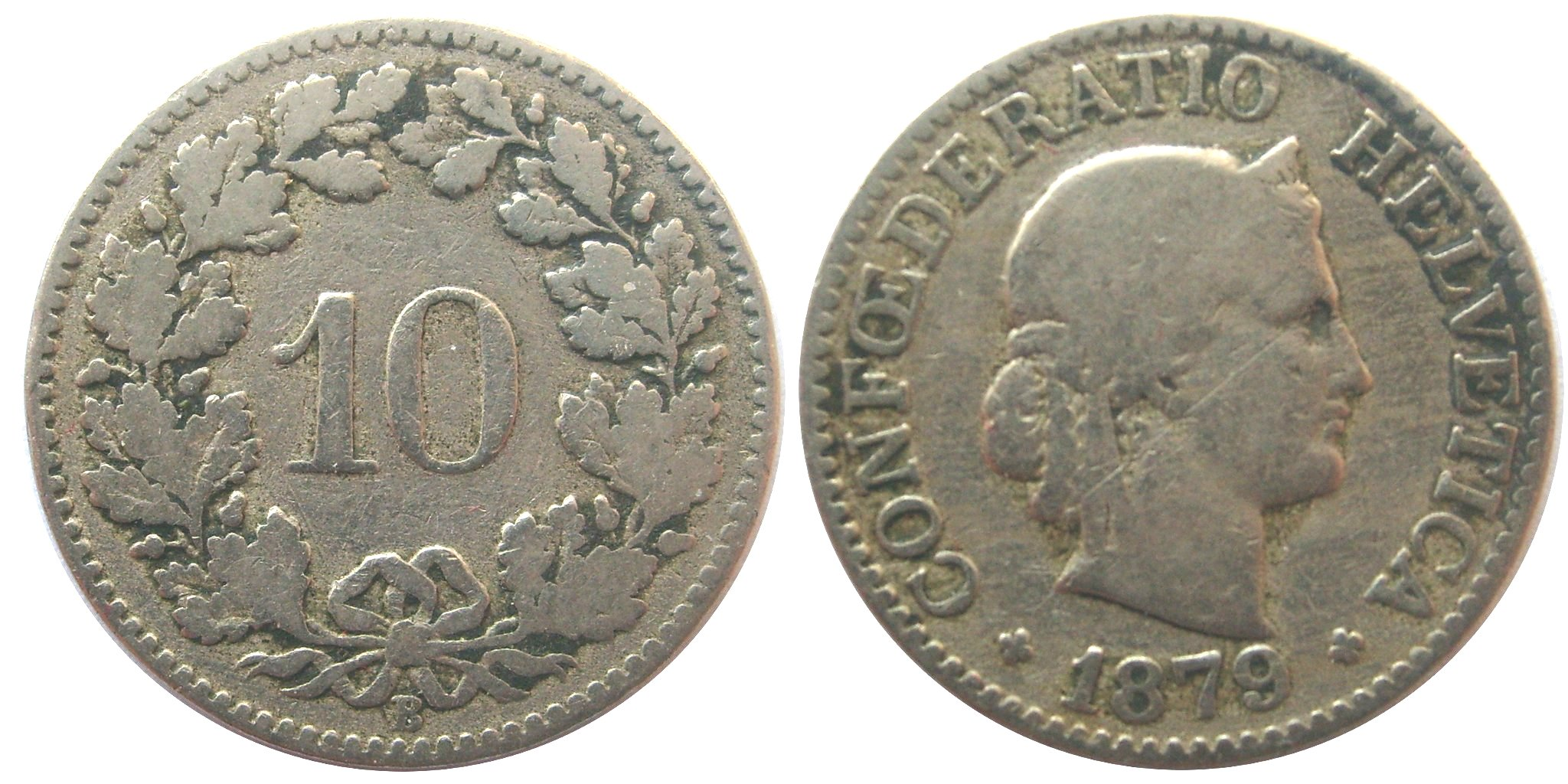
Von 1879, Kupfernickel, älteste heute gültige Kursmünze
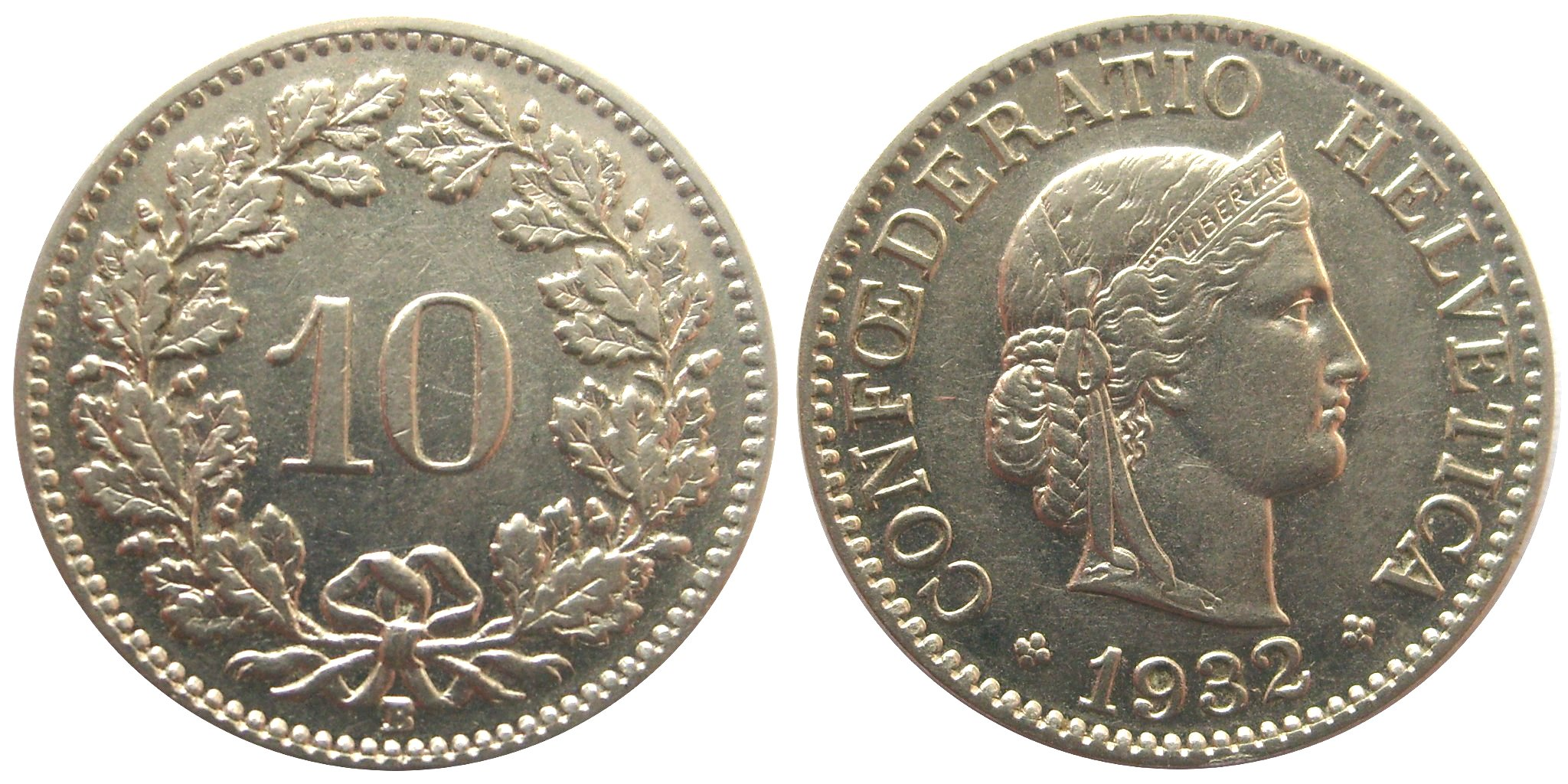
Von 1932, Nickel, seit 2004 ausser Kurs